# Dudeldorf
Dudeldorf (früherer Name: Dudelonis villa) ist eine Ortsgemeinde im Eifelkreis Bitburg-Prüm in Rheinland-Pfalz. Sie gehört seit dem 1. Juli 2014 der Verbandsgemeinde Bitburger Land an.

## Geographie

### Lage
Die Ortsgemeinde liegt in der Eifel. Der Boden in Dudeldorf ist sehr lehm-, an manchen Stellen sogar tonhaltig, und zieht deswegen auch sehr viel Wasser an. Dudeldorf liegt in einer Talsenke und wird von mehreren Bächen durchzogen. Der längste von ihnen ist der Langebach, welcher Mitte des 18. Jahrhunderts bis zum Anfang des 20. Jahrhunderts zur Fischerei (überwiegend Bachforellen), zum Gerben von Leder und durch Mühlen genutzt wurde. Die anderen Bäche – Zwergenbach, Birkenhofgraben, Magelterbach und Langwiesgraben – sind sehr kurz und schmal.
Der Wald von Dudeldorf Im Kallen oder Im Märchen ist in der Saison ein beliebtes Ziel von Radfahrern oder Wanderern.

### Gemeindegliederung
Die Gemeinde gliedert sich in die Ortsteile Dudeldorf und Ordorf; Zur Gemeinde gehören auch die Wohnplätze Birkenhof, Eicherhof, Föhringsmühle, Heschhof, Pfalzhof, Rothmühle, Hotel im Märchen, Marschelter Mühle, Schälertshof und Wiesenhof.

Klima von Dudeldorf

### Klima
Dudeldorf liegt in der gemäßigten Klimazone. Die wärmsten Monate sind im Durchschnitt Juli und August mit einer Temperatur von 23 °C. Kältester Monat ist der Januar mit einer Durchschnittstemperatur von −1 °C; er ist auch der niederschlagsreichste Monat im Jahr. Die sonnigsten Monate sind Mai bis August, mit im Durchschnitt etwa sieben Stunden Sonne pro Tag.

### Nachbarorte
Nachbarorte von Dudeldorf sind die Ortsgemeinden Pickließem im Norden, Spangdahlem im Osten, Binsfeld (bereits Landkreis Bernkastel-Wittlich), Herforst und Beilingen im Südosten, Philippsheim im Süden, Gondorf und Metterich im Westen sowie Badem im Nordwesten.

## Geschichte

### Steinzeit und römisches Zeitalter
Funde steinzeitlicher Gerätschaften und römischer Bebauung belegen Dudeldorf als frühen Siedlungsplatz. In der Langwiese sind noch heute alte Trockenmauern vorzufinden, die zur römischen Zeit dem Weinanbau dienten und dort wie Treppenstufen angelegt wurden. Nordöstlich vom Dorf wurde durch Luftaufnahmen ein römisches Bad entdeckt, welches unter der Erde verborgen liegt. Ferner wurden auch Grabanlagen aus römischer Zeit entdeckt. Entlang der heutigen Bundesstraße 50 in Richtung Spangdahlem wurden Gräber mit reicher Keramikausstattung  aus dem 2. und 3. Jahrhundert gefunden. Nordwestlich der Ortsgemeinde fand man 1904 ein mit Steinplatten umstelltes Brandgrab, welches ebenfalls Keramikbeigaben enthielt.

### Mittelalter und Neuzeit
Im Jahre 816 wurde Duodelonis villa erstmals urkundlich erwähnt.
Das Geschlecht derer von Dudeldorf hatte zwei das ganze Mittelalter über erwähnte Burgen, die dem Trierer Erzbischof vor dem 13. Jahrhundert vom Grafen von Vianden zu Lehen aufgetragen wurden.
Als das Geschlecht 1375 im Mannesstamm ausstarb, folgten wechselnde Inhaber der Herrschaft und der beiden befestigten Häuser. Die 1345 von König Johann von Böhmen als Graf von Luxemburg verliehene Stadtrechte unterstellten das „Oppidum de Dudelendorp“ direkt dem Landesherrn.
1451 gestatteten die Burgherren Johann, Graf von Nassau-Dillenburg, Vianden und Diez und Johann, Herr zu Kriechingen, den Bürgern, einen Zoll zu erheben, der zur Wiederherstellung der Tore und Mauern verwendet werden sollte. Um 1470 gelang Graf Jörg von Virneburg der einzig bekannte feindliche Einfall in Dudeldorf, der kampflos vor sich ging, bei dem aber ein Feuer gelegt wurde. Das Ausmaß der Schäden ist nicht bekannt.
1632 gelangten die Braun von Schmidtburg über den Grundhof der Reichsabtei St. Maximin in den Besitz beider Burghäuser.
1734 wurde das jetzt noch bestehende der beiden Häuser vergrößert, das zweite erscheint noch im österreichischen Katasterplan von 1766, wegen seines schlechten Zustandes jedoch als Schafstall. Wie Ordorf gehörte Dudeldorf bis 1795 landesherrlich zum Herzogtum Luxemburg. Die Grundherrschaft übten bis 1794 drei Herren aus: die Trierer Klöster St. Irminen, St. Maximin sowie die Burgherren in Dudeldorf, Ordorf und einem Teil von Gondorf.
Die Inbesitznahme des Linken Rheinufers durch französische Revolutionstruppen beendete die alte Ordnung. Der Ort wurde von 1795 bis 1814 Teil der Französischen Republik (bis 1804) und anschließend des Französischen Kaiserreichs. Dudeldorf wurde Sitz einer Mairie und eines Kantons im Arrondissement Bitburg des Departements der Wälder.
Nach dem Verkauf des Schlosses 1813 wurde der Gemeinde ein Teil der Gebäude als Schule überlassen. Nach der Niederlage Napoleons kam die Gemeinde aufgrund der 1815 auf dem Wiener Kongress getroffenen Vereinbarungen zum Königreich Preußen. Im Jahre 1856 gingen mit dem Erlass der preußischen Städte- und Landgemeindeordnung die Privilegien verloren. Dudeldorf war fortan Landgemeinde und Sitz einer Bürgermeisterei im Kreis Bitburg. 1864 wurden die Bürgermeistereien Gindorf, Metterich und Ordorf mit der Bürgermeisterei Dudeldorf zusammengelegt.

### Der Erste Weltkrieg
Als 1914 der Erste Weltkrieg ausbrach, lebten in Dudeldorf (einschließlich Ordorf) 1150 Menschen. Von diesen rückten 200 Männer an die Front aus. Am Ende des Krieges waren 24 Dudeldorfer Soldaten gefallen und 18 Soldaten in Gefangenschaft. Nachdem die restlichen deutschen Truppen aus Dudeldorf abgezogen waren, rückten die Amerikaner am 1. Dezember 1918 nach und quartierten sich in der Burg Dudeldorf ein.
1929 war Dudeldorf Sitz eines Verwaltungsbezirks (Amt) im Altkreis Bitburg, welcher neun Gemeinden umfasste.

### Das Dritte Reich und der Zweite Weltkrieg
1937 wurde der Nachbarort Ordorf nach Dudeldorf eingemeindet.
Im Sommer 1939 quartierten sich deutsche Soldaten in Dudeldorf und dessen Umgebung ein. Beim Überfall auf Polen am 1. September 1939 wurden alle Reservisten einberufen.
Im Frühjahr 1940 wurde die Ausbildung und Dienstausübung der einquartierten Truppen verstärkt und verschärft. Mit Beginn des Westfeldzuges rückten die Dudeldorfer Truppen innerhalb weniger Stunden ab. Ende 1940 zogen 121 Dudeldorfer Soldaten in den Krieg, das war jeder achte Mitbürger.
Die Landwirte und Bauern aus Dudeldorf wurden zu gesteigerter Lebensmittelproduktion angehalten. Die Schulkinder der Volksschule in Dudeldorf suchten die Feldern nach schädlichen Kartoffelkäfern ab.
1943 und 1944 kam es zu immer mehr Tieffliegerangriffen in Dudeldorf. In der Gemarkung Totenacker an der Philippsheimer Straße wurde eine Radarstation zur Luftabwehr errichtet. Die dazugehörigen Soldaten wurden in selbst erbauten Baracken untergebracht. Im Juni 1944 fielen 22 amerikanische Bomben auf das Gelände der Radarstation und auf das angrenzende Gelände Katzenpfädchen-Lehmkaule, jedoch ohne militärischen Schaden zu verursachen. Die Bevölkerung war durch dieses Ereignis stark beunruhigt worden. Bauern, die seither auf den Feldern arbeitend den vorbeifliegenden Bombern nachschauten, kamen nun selbst in Gefahr, suchten fortan bei Fliegeralarm die Luftschutzkeller auf und brachten im Herbst 1944 teilweise in der Dunkelheit ein, da die ständigen Fliegerangriffe die Feldarbeit am Tage unmöglich machten. Nach der alliierten Landung in der Normandie und der Befreiung von Paris zogen sich die deutschen Soldaten im September 1944 aus Frankreich zurück, bezogen in Dudeldorf Quartier und errichteten ein Pferdelazarett. Einige Wochen später zogen diese Soldaten ab, und Luftwaffensoldaten übernahmen mit Flak-Geschützen die Stellungen um Dudeldorf. In der zweiten Septemberwoche trafen die ersten Wehrarbeiterkolonnen in Dudeldorf ein. Sie wurden in der Burg und in Privathäusern untergebracht und errichteten Panzergräben um Dudeldorf. Am 17. September 1944 wurde mit der Ortsschelle bekannt gemacht, dass ein Flüchtlingszug in Philippsheim ins Reichsinnere abgehe. Allerdings nutzten nur wenige diese Gelegenheit. Nachdem die Amerikaner immer näher anrückten, wurden in großer Hektik Panzersperren, Schützengräben, Laufgräben und andere Verteidigungsanlagen angelegt. Die Anzahl an deutschen Soldaten wuchs immer mehr im Dorf. An Silvester wurde die Flakstellung außerhalb des Dorfes angegriffen. Einige dieser Bomben fielen auch auf die angrenzenden Häuser in Dudeldorf. Vier Bomben schlugen an der Langmauer ein, dabei starben zwei Menschen und vier wurden verletzt.
Im kommenden Winter zogen die Soldaten aus Dudeldorf ab. Jedoch fehlte es den Soldaten an Ausrüstung und Treibstoff. Sie zogen also ihr Gepäck mit Pferden oder auch mit Handkarren. Nachdem immer mehr schlecht ausgerüstete Soldaten abrückten und die somit gut ausgerüsteten Amerikaner anrückten, rechnete die Bevölkerung mit dem Schlimmsten. Auf den Höhen um Dudeldorf wurden Geschütze aufgestellt. Die Tiefflieger griffen die sich zeigenden verlumpten deutschen Soldaten an. Bomben fielen und Granaten der Artillerie schlugen im Dorf ein. Von nun an wurden die Schutzräume zum Daueraufenthalt. Man sicherte die Keller durch Stützen und stellte dort Betten und Kücheneinrichtungen auf.
Nach der abrupten Flucht der NS-Kreisleitung aus Dudeldorf begann am 1. März 1945 der Kampf um das Gebiet um Dudeldorf.
Zwei Tage später, am 3. März, verließen die letzten deutschen Soldaten, es waren überwiegend Fallschirmjäger und Luftlandetruppen, Dudeldorf. Bei ihrem Rückzug sprengten die Soldaten die beiden Brücken, die das Unterdorf mit dem Oberdorf verbanden. Bei der Explosion trugen die Häuser im unteren Dorf starke Schäden mit sich. In der folgenden Nacht zogen die Amerikaner in Dudeldorf ein. Nach Beschuss durch Phosphorgranaten gerieten mehrere Gebäude in Brand und konnten nicht gelöscht werden. Bei Rettungsversuchen starben sechs Dudeldorfer, und zwei wurden verletzt. Die ersten Amerikaner zogen am folgenden Morgen in Dudeldorf ein. Sie kamen von Gondorf und drangen ins Oberdorf ein und besetzen einen Ortsteil nach dem anderen. Von nun an lag Dudeldorf im Feuer deutscher Granat- und Minenwerfer von Spangdahlem her. Der Kampf um Dudeldorf dauerte noch bis zum 7. März 1945. Überall waren Trichter, eingestürzte Hausgiebel, umgekippte Strommasten zu sehen, und auf den Straßen lag Schutt und Asche. Unaufhaltsam rollten amerikanische Panzer und Fahrzeuge aller Art auf den Straßen in Richtung Osten weiter. Nach den Wochen voller Angst und Zerstörung, machten sich die Menschen daran, wieder Ordnung im verwüsteten Dorf zu schaffen und sie räumten auf, was die Kampfhandlungen zerstört hatten.

### Nachkriegszeit
Nach dem Zweiten Weltkrieg blühte der innere Ortskern von Dudeldorf völlig neu auf. Das Wirtschaftswunder zeigte auch Auswirkungen in Dudeldorf.
Neun Jahre nach Kriegsende fand während der Krautwischkirmes 1954 eine große Parade zum 600-jährigen Bestehen der Stadtrechte gehalten. Das komplette Dorf wurde geschmückt und es wurde ein großer Zug mit Wagen und Darstellern aller zeitlichen Epochen des Dorfes dargestellt.
1956 wurden die Volksschule Dudeldorf und die Siedlungsgemeinschaften in der Schulstraße erbaut.
Seit 1970 gehörte Dudeldorf zur Verbandsgemeinde Bitburg-Land. Unter dem Abbruch und den Verunstaltungen historischer Gebäude in den 1960er und 1970er Jahren hat kaum ein Ort im Kreis so gelitten wie Dudeldorf.
1972 wurde die Kindertagesstätte Dudeldorf erbaut. Seit 1985 wurde das Straßenbild vor allem der Hauptstraße in Teilbereichen durch Rückbau wieder harmonisiert. Im Jahr 2011 gewann Dudeldorf den Wettbewerb Unser Dorf hat Zukunft.
Die Verbandsgemeinde Bitburg-Land ging 2014 in die Verbandsgemeinde Bitburger Land auf.

### Bevölkerungsentwicklung
Die Entwicklung der Einwohnerzahl von Dudeldorf, die Werte von 1871 bis 1987 beruhen auf Volkszählungen:
| Jahr | Einwohner |
| ---- | --------- |
| 1796 | 596       |
| 1815 | 873       |
| 1828 | 750       |
| 1830 | 866       |
| 1835 | 1.079     |
| 1840 | 850       |

| Jahr | Einwohner |
| ---- | --------- |
| 1848 | 878       |
| 1871 | 1.127     |
| 1895 | 791       |
| 1905 | 1.008     |
| 1939 | 1.004     |
| 1950 | 1.095     |

| Jahr | Einwohner |
| ---- | --------- |
| 1953 | 1.126     |
| 1961 | 1.242     |
| 1962 | 1.404     |
| 1970 | 1.174     |
| 1987 | 1.047     |
| 1992 | 1.121     |

| Jahr | Einwohner |
| ---- | --------- |
| 2005 | 1.059     |
| 2008 | 995       |
| 2011 | 1.063     |
| 2017 | 1.219     |
| 2023 | 1.370     |

## Politik

### Gemeinderat
Der Gemeinderat in Dudeldorf besteht aus 16 Ratsmitgliedern, die bei der Kommunalwahl am 9. Juni 2024 in einer personalisierten Verhältniswahl gewählt wurden, und dem ehrenamtlichen Ortsbürgermeister als Vorsitzendem.
Die Sitzverteilung im Gemeinderat:
| Wahl | SPD | CDU | FW | WGR 1 a | WGR 2 b | Gesamt   |
| ---- | --- | --- | -- | ------- | ------- | -------- |
| 2024 | –   | –   | 3  | 7       | 6       | 16 Sitze |
| 2019 | –   | 7   | –  | 5       | 4       | 16 Sitze |
| 2014 | –   | 9   | –  | 5       | 2       | 16 Sitze |
| 2009 | –   | 7   | –  | 6       | 3       | 16 Sitze |
| 2004 | 4   | 7   | –  | 2       | 3       | 16 Sitze |

### Ortsbürgermeister
Stefan Lonien ist Ortsbürgermeister von Dudeldorf. Bei der Direktwahl am 26. Mai 2019 wurde er mit einem Stimmenanteil von 82,12 % und am 9. Juni 2024 als einziger Bewerber mit 76,9 % für jeweils weitere fünf Jahre in seinem Amt bestätigt.
Die bisherigen Amtsträger:
- Stefan Lonien (seit 2014)[12]
- Reinhard Becker (von 1991 bis 2014)[13]
- Ludwig Paas † (von 1979 bis 1991)
- Peter Pitsch † (von 1969 bis 1979)
- Matthias Mares † (von 1960 bis 1969)
- Johann Fabry † (Gemeindeschulze im Dritten Reich und von 1952 bis 1956)
- Rudolf Schreiber † (von 1949 bis 1952 und von 1956 bis 1960)
- Hubert Plein † (von 1948 bis 1949)
- Fritz Freis † (von 1946 bis 1948)

### Amtsbürgermeister
- Norbert Laroch † (von 1949 bis 1970)
- Johannes Hieronimus † (von 1946 bis 1948)
- Matthias Breuer † (von 1945 bis 1946)
- Josef Jost † (von 1936 bis 1937)
- Matthias Maraite † (von 1926 bis 1931)
- München † (1814)[14]

### Wappen
| Wappen von Dudeldorf | Blasonierung: „Auf rotem Schild silberner, rechtsblickender, doppelschwänziger, blaugezungter und -bewehrter und goldgekrönter steigender Löwe.“ |
| Wappen von Dudeldorf | Wappenbegründung: Das Wappen von Dudeldorf stellt einen nach links (heraldisch rechts) schauenden Löwen dar, welcher eine Krone auf seinem Kopf trägt. Der Löwe selbst ist silbern und der Hintergrund des Wappens rot. Das Wappentier geht auf das Wappen von Jakob Dudilndorf zurück, bezeugt im Balduineum aus den Jahren 1340–1345. Es handelt sich um den silbernen böhmischen Löwen. |

## Kultur und Sehenswürdigkeiten

### Musik
Im Jahr 1996 wurde der Verein Dudeldorf Lion Pipes & Drums gegründet. Hierbei handelt es sich um einen Musikverein, der sich stark auf die schottische Dudelsackmusik bezieht. Die Lion Pipes & Drums spielen vor allem bei großen Festen und Aktionen und sind somit landesweit bekannt geworden.

### Bauwerke
- Burg Dudeldorf, im 18. Jahrhundert in eine zweiflügelige Herrenhausanlage umgebaut
- Stadtbefestigung Dudeldorf und Stadttore aus dem 14. Jahrhundert
- Katholische Pfarrkirche St. Maria Königin aus dem Jahre 1909/10
- Bürgerpark mit Kreuzkapelle aus dem 19. Jahrhundert, zuvor Friedhof
- Altes Brauhaus Dudeldorf, Herrenhaus aus dem 18. Jahrhundert
- Ehemaliges Notariat Dudeldorf aus dem 19. Jahrhundert

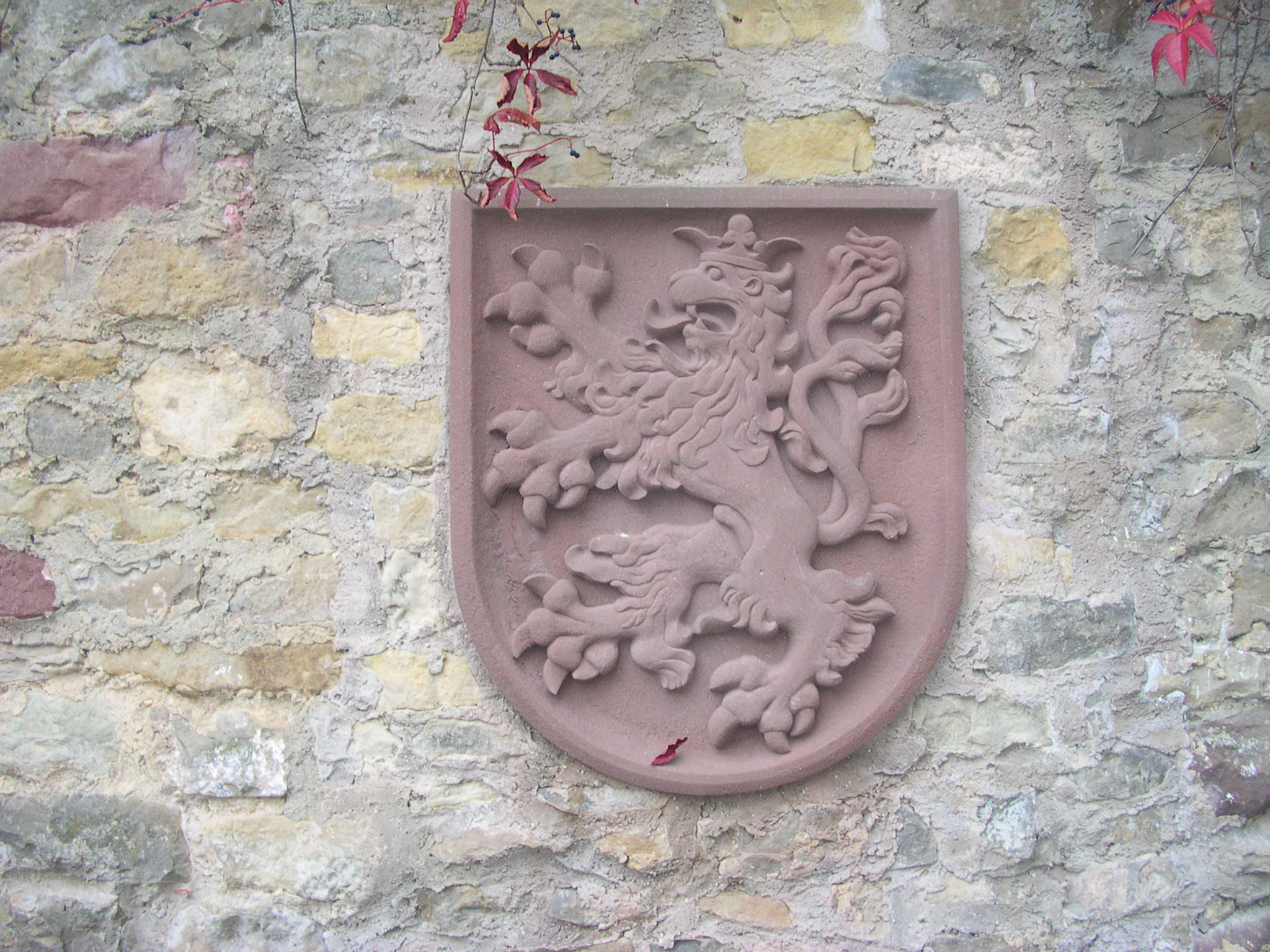
Wappen am Obertor
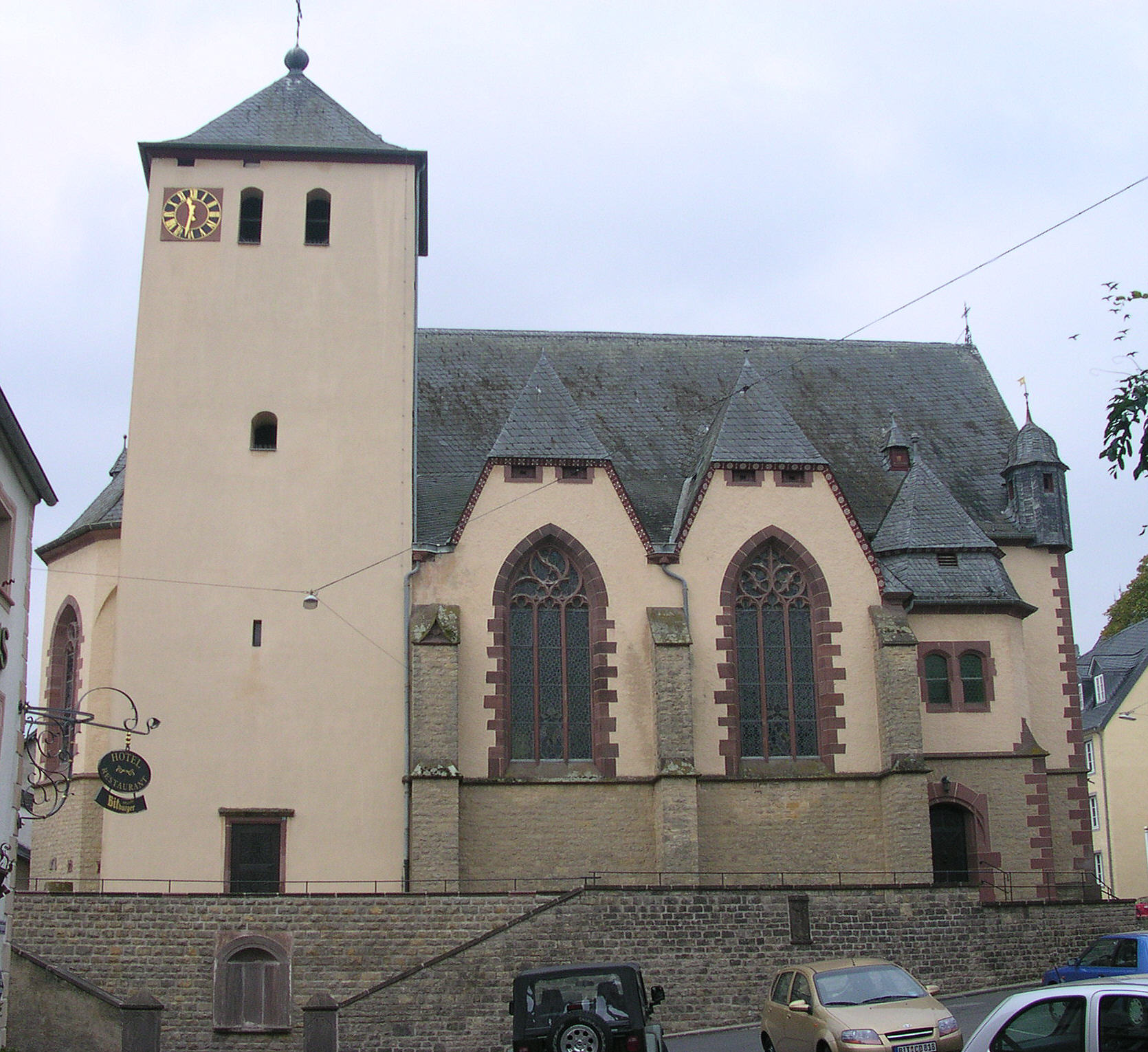
Kath. Pfarrkirche St. Maria Königin
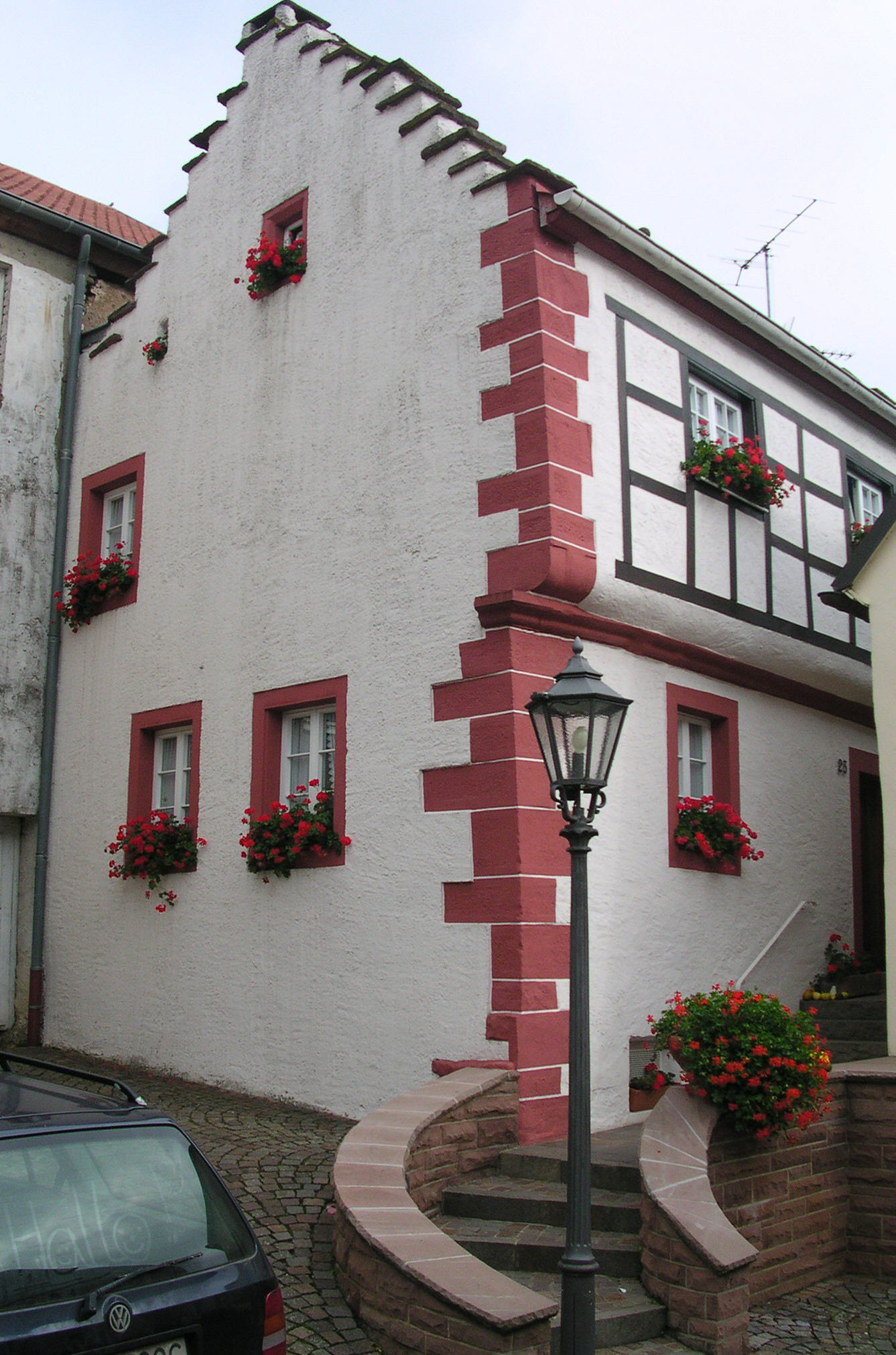
Treppengiebelhaus
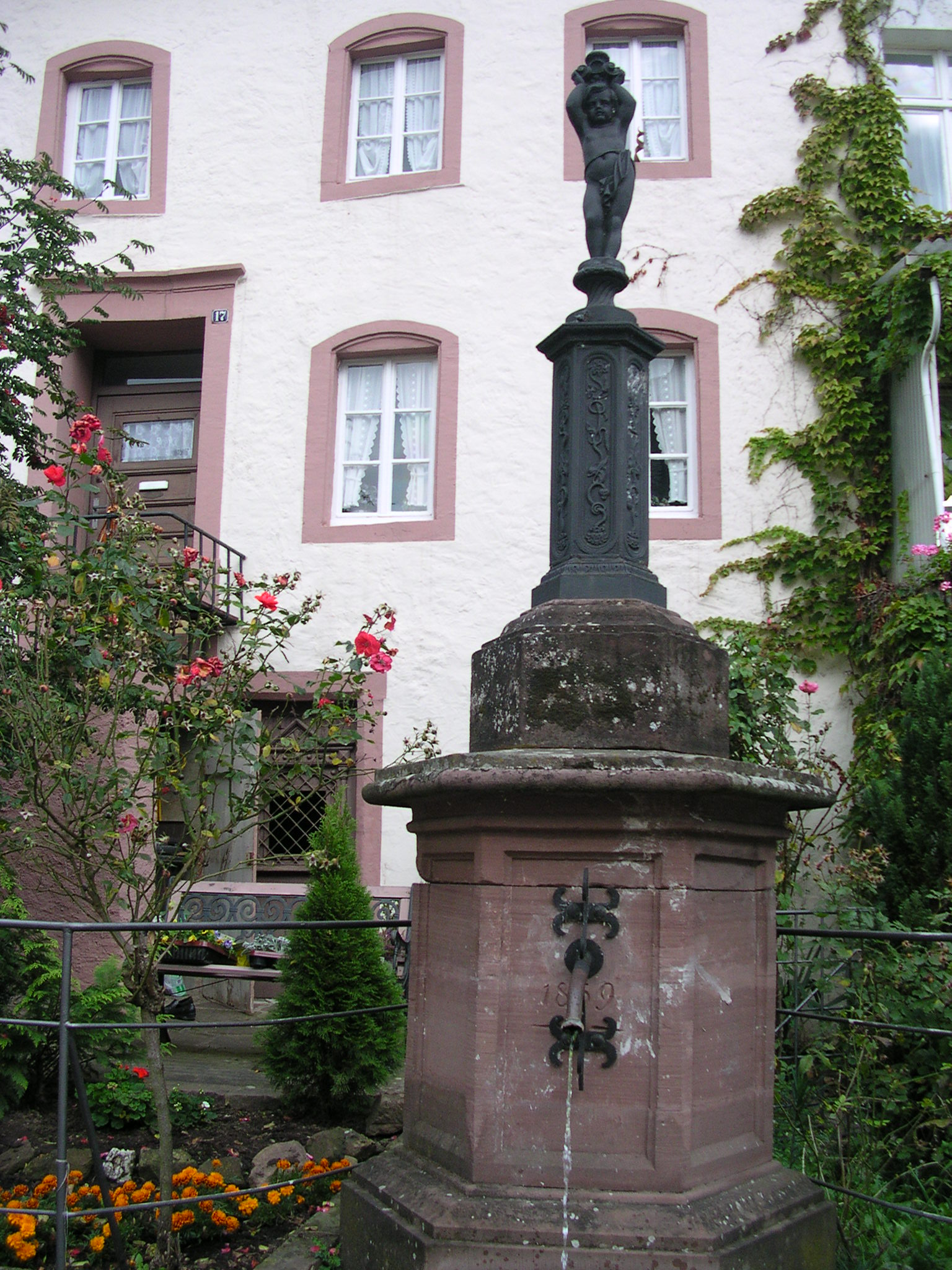
Marktbrunnen

### Regelmäßige Veranstaltungen
Jeden Sommer findet Mitte August das Krautwischfest oder auch Krautwischkirmes statt, eine Jahrzehnte alte Tradition. In den Anfangsjahren der Kirmes wurde meist in den Gasthäusern in Dudeldorf gefeiert. Später war der Festplatz der Schulhof, außerhalb der Stadttore. Seit 2013, findet die Kirmes nicht mehr auf dem Schulgelände statt, sondern im historischen Ortskern, nämlich auf dem alten Burggelände.
Jedes Jahr an dem ersten Adventswochenende findet zwischen den Dudeldorfer Stadttoren der Weihnachtsmarkt statt, welcher in den 1980er Jahren vom Gewerbeverein Dudeldorf gegründet wurde.

### Sagen und Märchen
Im Laufe der Jahrhunderte entstanden viele Sagen über Dudeldorf, beispielsweise das Pestflämmchen. Eine blaue Flamme, welche Mitte des 16. Jahrhunderts den Schwarzen Tod nach Dudeldorf brachte. Ein Steinmetz aus Dudeldorf verfolgte das Flämmchen und sah, wie es sich in einer Spalte der Stadtmauer von Dudeldorf verkroch. Gleich nahm der Steinmetz Hammer und Kelle und verschloss die Ritze. Von da an erkrankte kein Dudeldorfer mehr an der Pest. Einige Jahre später wollte sich der Steinmetz überzeugen, ob das Pestflämmchen noch am Leben sei. Vorsichtig öffnete er die Spalte und erschrak, als das Flämmchen aus der Ritze huschte. Eine neue Pest breitete sich im Dorf aus. Aus schlechtem Gewissen verfolgte der Metz das Flämmchen. Dieses jedoch bemerkte es und versuchte durch die Wälder von Dudeldorf zu flüchten. Als es sich auf einem alten und steinernen Kreuz niederließ, meißelte der Steinmetz es ein. Noch heute steht dieses Wegkreuz in dem Waldstück Kallen. Auf dem Pestkreuz erkennt man einen Hammer und eine Zange und darunter die Inschrift: Schmit Hans von Dudeldorf hat dieses Kreuz Gott zu Ehren machen lassen, Amen!
Eine weitere Sage beruht auf dem Schooper Männchen, einem kleinen Gespenst, das keine Ruhe findet. Denn dieses Gelände soll einmal einem streitsüchtigen und geizigen Mann gehört haben. Nach einem Streit mit dem Besitzer des Nachbarfeldes traten beide vor Gericht. Jedoch belog der Geizhals den Nachbar und den Richter. Als Strafe fiel er nach einem Fluch des Richters tot um. Das Männchen geistert über die Felder und fleht Spaziergänger an, es von seinem Leid zu erlösen, indem sie das Vaterunser beten. Jedoch blieb diese Bitte bislang erfolglos. Noch heute schwebt das Schooper Männchen nachts über die Äcker von Dudeldorf und klagt vor sich hin.

## Verkehr
Südlich an Dudeldorf vorbei verläuft die Ortsumgehung der Bundesstraße 50. Durch den Ort führen die Landesstraßen L 36 und L 38.

## Persönlichkeiten
- Dominik Konstantin München (1763–1818), Theologe und Historiker
- Johann Jakob München (1768–1858), Pastor von Dudeldorf, Heidweiler und Speicher
- Philipp Karl München (1777–1858), Jurist, von 1840 bis 1858 Präsident des höchsten luxemburgischen Gerichts
- Johann Baptist Nelles (–1853), Justizrat, Friedensrichter zu Dudeldorf, ca. 1821 bis 1846
- Josef Neumann (1856–1912), katholischer Geistlicher und Gründer des Kreuzbunds
- Marie-Luise Allendorf (1927–2010), Journalistin und von 1981 bis 1988 Chefredakteurin der DDR-Wochenzeitung Für Dich
- Maria Unger (* 1952), seit 1994 Bürgermeisterin der nordrhein-westfälischen Kreisstadt Gütersloh
- Edgar Schmitt (* 1963), ehemaliger Fußballspieler